# Desmognathus carolinensis
Espèce
Synonymes
- Desmognathus ochrophaea carolinensis Dunn, 1916

Statut de conservation UICN

 LC  : Préoccupation mineure
Desmognathus carolinensis est une espèce d'urodèles de la famille des Plethodontidae.

## Répartition
Cette espèce est endémique des États-Unis. Elle se rencontre dans les Blue Ridge Mountains dans l'ouest de la Caroline du Nord et dans l'est du Tennessee.

## Étymologie
Son nom d'espèce, composé de carolin et du suffixe latin -ensis, « qui vit dans, qui habite », lui a été donné en référence au lieu de sa découverte, le Comté de Buncombe, en Caroline du Nord.

## Publication originale
- Dunn, 1916 : Two new salamanders of the genus Desmognathus. Proceedings of the Biological Society of Washington, vol. 29, p. 73-76 (texte intégral).